# KDE 1
KDE 1 是KDE發佈的第二個系列。有兩個主要的發佈這系列中。
在發佈公告KDE團隊概述了這個專案及創造原因：
|                    | KDE是一个用于UNIX工作站的网络通透的现代化桌面环境。KDE不断探索以满足UNIX工作站需要一個易於使用的桌面，類似MacOS或Window95/NT下的桌面環境。我們相信UNIX作業系統是当今可用的最好的作業系統。事實上多年來UNIX在信息技術專業已经成为無可爭議的選擇。当提到穩定性、可擴展性和開放性，沒有什么可以和UNIX競爭。但是，由於在UNIX上缺乏易於使用的現代化桌面環境阻碍UNIX成为辦公室和家庭中普通電腦用戶的桌面系统。 現在KDE是UNIX上可用的易於使用現代桌面環境。結合一個自由的UNIX如Linux，UNIX/KDE组成一個完全自由和開放的計算平台，完全免费提供給任何人，包括對源代碼的任何修改。雖然它總是會有改進的空间，我們相信已经提供一個当今一些較常見的和商業作業系統/桌面組合的合适的替代選擇。我們希望UNIX/KDE组合將最終實現開放、可靠、穩定和专利自由的電腦环境。 |
| ———KDE 1.0發佈公告 | |

## 發佈時間表
| 日期          | 事件         |
| 1.0           | 1.0          |
| ------------- | ------------ |
| 1998年7月12日 | KDE 1.0 發佈 |
| 1.1           |              |
| 1999年3月4日  | KDE 1.1 發佈 |
| 1999年5月3日  | 1.1.1 發佈   |
| 1999年9月13日 | 1.1.2 發佈   |